# O Beautiful
O Beautiful è un cortometraggio statunitense del 2002, diretto dal regista Alan Brown, ed interpretato da Jay Gillespie e David Clayton Rogers.

## Distribuzione
- Uscita negli  USA: 2002